# يان تورنر (مجدف)
يان تورنر (بالإنجليزية: Ian Turner)‏ هو مجدف أمريكي، ولد في 11 مايو 1925 في أوكلاند في الولايات المتحدة، وتوفي بنفس المكان في 11 أكتوبر 2010.

## وصلات خارجية
- يان تورنر على موقع الاتحاد الدولي للتجديف (الإنجليزية)
- يان تورنر على موقع اللجنة الأولمبية الدولية (الإنجليزية)
- يان تورنر على موقع أوليمبيديا (الإنجليزية)